# Andrzej Tylikowski
Andrzej Tylikowski (ur. 1942) – polski mechanik, specjalizujący się w teorii drgań, mechanice stosowanej i teorii procesów stochastycznych w budowie maszyn i konstrukcji.
Studia w zakresie mechaniki ukończył w 1965 roku na Wydziale Mechaniczno-Energetycznym Politechniki Śląskiej w Gliwicach. Na Wydziale Automatyki tej uczelni uzyskał stopień doktora (1969) i doktora habilitowanego (1972). Tytuł profesora nauk technicznych otrzymał w 1981 roku. Od 1974 roku pracuje na Wydziale Samochodów i Maszyn Roboczych Politechniki Warszawskiej.

## Wybrane publikacje
- Procesy stochastyczne w dynamice (1972, wspólnie z Bogdanem Skalmierskim)
- Zbiór zadań z mechaniki i wytrzymałości materiałów: dla automatyków (1973, współautor)
- Stabilność układów dynamicznych  (1973)
- Wytrzymałość materiałów (1983, wspólnie z Ryszardem Pyrzem)
- Stochastyczna stateczność układów ciągłych (1991, ISBN 83-01-10250-0)
- Mechanika elementów laminowanych (1997, wspólnie z Włodzimierzem Kurnikiem, ISBN 83-87012-23-8)
- Symulacja w badaniach i rozwoju (2001, redakcja materiałów konferencyjnych, ISBN 83-87359-49-1)

## Nagrody i wyróżnienia
- Krzyż Kawalerski Orderu Odrodzenia Polski
- Medal Komisji Edukacji Narodowej
- Doktorat honoris causa Politechniki Łódzkiej (5 listopada 2008)[1]
- Doktorat honoris causa Politechniki Częstochowskiej (6 grudnia 2012)